# جورج توتشنيج
جورج توتشنيج (بالألمانية: Georg Totschnig)‏ مواليد 25 مايو 1971 في النمسا، هو دراج نمساوي سابق في صنف سباق الدراجات على الطريق. سبق أن شارك في دورة الألعاب الأولمبية الصيفية.

## سجل النتائج

### سباقات أو مراحل فاز بها
- طواف فرنسا
- طواف سويسرا

## روابط خارجية
- جورج توتشنيج على موقع الاتحاد الدولي للدراجات (الإنجليزية)
- جورج توتشنيج على موقع أرشيف الدراجات (الإنجليزية)
- جورج توتشنيج على موقع إحصائيات الدراجات الإحترافية (الإنجليزية)
- جورج توتشنيج على موقع نسبة الدراجات (الإنجليزية)
- جورج توتشنيج على موقع CycleBase (الإنجليزية)
- جورج توتشنيج على موقع اللجنة الأولمبية الدولية (الإنجليزية)
- جورج توتشنيج على موقع أوليمبيديا (الإنجليزية)